# 빈턴 하워스

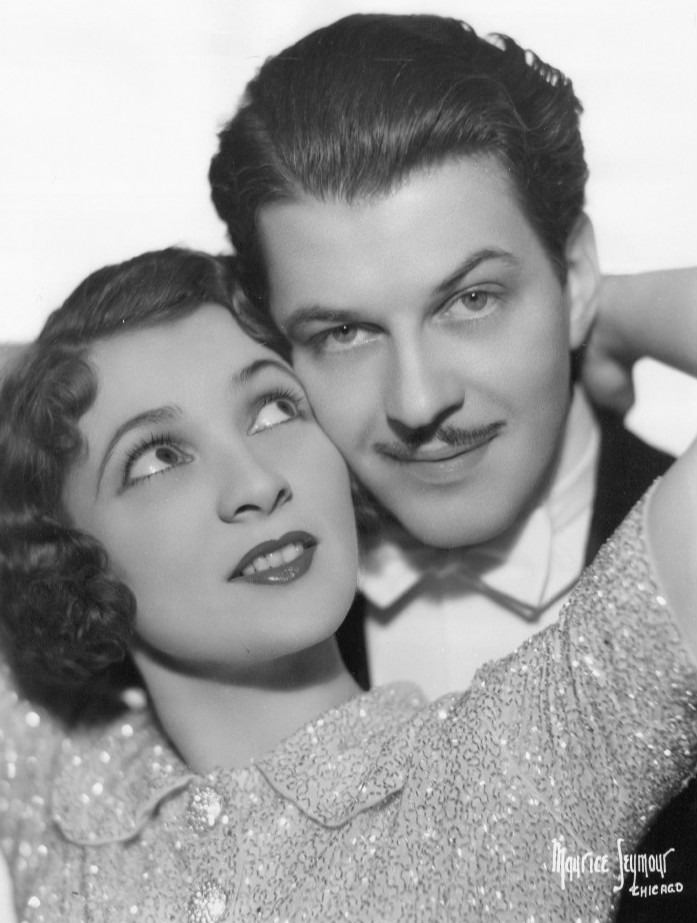

빈턴 하워스(Vinton Hayworth, 1906년 6월 4일 ~ 1970년 5월 21일)는 미국의 배우, 연극 배우, 텔레비전 배우, 영화배우이다.
워싱턴 D.C.에서 태어났으며 밴나이즈에서 사망하였다. 사인은 심근 경색이다.

## 영화
- 스파타커스 (1960년)
- 그레이트 맨 (1956년)
- 리비아 상륙작전 (1942년)
- 두 얼굴의 여인 (1941년)